# 한경희 (양궁 선수)
한경희(1992년 7월 8일 ~ )는 대한민국의 전 양궁 선수이다. 2011년 세계선수권 대회에서 단체전 동메달을 획득하였다.